# Mortadella
A mortadella egy jellegzetes, eredetileg bolognai felvágott, ma már számos olasz régióban gyártják.
A mortadella darált sertéshúsból, és zsírból készül (ez adja benne a jellegzetes fehér pöttyöket). A receptek eltérőek, minden gyártó a maga ízlése szerint fűszerezi, de gyakran adnak hozzá pisztáciát vagy szemesborsot.
A műbélbe töltött mortadellát lassú tűzön hosszan főzik. Tálaláskor vékony szeletekre vágják fel.